# Campeonato Europeo de Gimnasia Artística de 2027
El XII Campeonato Europeo de Gimnasia Artística Individual se celebrará en Ereván (Armenia) en el año 2027 bajo la organización de la Unión Europea de Gimnasia (UEG) y la Federación Armenia de Gimnasia.